# Mateusz Górniak
Mateusz Górniak (ur. 4 maja 1996 na Śląsku) – polski pisarz, dramaturg i krytyk filmowy.

## Życiorys
Urodził się w 1996. Po ukończeniu liceum wyjechał z Imielina do Krakowa, gdzie podjął Międzywydziałowe Indywidualne Studia Humanistyczne na Uniwersytecie Jagiellońskim, których nie ukończył. Na UJ uczęszczał na zajęcia prowadzone m.in. przez Piotra Mroza. W 2020 został jednym z uczestników projektu Pierwsza książka prozą organizowanego przez Biuro Literackie i pracował nad warsztatem pisarskim pod opieką Adama Kaczanowskiego. W 2022 przeniósł się z Krakowa na warszawską Białołękę. Został rezydentem artystycznym w Nowym Teatrze.

## Twórczość

### Eseje i teksty krytyczne
Teksty krytyczne i eseistyczne poświęcone kinu i literaturze publikował m.in. w „Nowym Napisie”, „Dwutygodniku”, „Iglicy”, „Kinie”, „Kontencie”, „Małym Formacie” i „Wizjach”, a także był redaktorem „Stonera Polskiego”.

### Proza
Jako pisarz debiutował powieścią Trash story, wydaną w 2022 r. i pozytywnie przyjętą przez krytykę i czytelników. W 2023 r. ukazała się druga książka Mateusza Górniaka, Dwie powieści ruchu; a w 2024 r. trzecia – Ćpun i głupek.

### Teatr
Jego teksty były adaptowane m.in. w Teatrze Soho, Nowym Teatrze w Warszawie, Teatrze Dramatycznym im. Jerzego Szaniawskiego w Wałbrzychu i Narodowym Starym Teatrze im. Heleny Modrzejewskiej w Krakowie. W 2023 r. w Nowym Teatrze w Warszawie odbyła się premiera jego debiutanckiego dramatu Przemiany w reżyserii Grzegorza Jaremko.

## Publikacje
- Trash Story (zbiór opowiadań, 2022)[8],
- Dwie powieści ruchu (2023)[8][9][10],
- Ćpun i głupek (2024)[11][12][13].

## Nagrody
- Nagroda Krakowa Miasta Literatury UNESCO (dwukrotnie)[3],
- finał Nagrody Literackiej Nike za Trash Story (2023)[1][14][15],
- nominacja do Nagrody Literackiej Gdynia w kategorii proza za Trash Story (2023)[16][17][18],
- nominacja do Nagrody Conrada za Trash Story (2023)[19][20],
- nominacja do Nagrody Literackiej Gdynia w kategorii proza za Dwie powieści ruchu (2024)[21].